# Karl-Erik Palmér
Karl-Erik „Calle“ Palmér (* 17. April 1929 in Malmö, Schweden; † 2. Februar 2015) war ein schwedischer Fußballspieler.

## Werdegang
Palmér debütierte 1949 für Malmö FF in der Allsvenskan. Zwischen Mai 1949 und Juni 1951 blieb die Mannschaft in 49 aufeinanderfolgenden Spielen ungeschlagen, bis heute Rekord der Liga. Folglich wurde er mit der Mannschaft 1949 bis 1951 auch dreimal in Folge schwedischer Meister. 1951 wechselte er zum AC Legnano, die in die Serie A aufgestiegen waren. Als Tabellenletzter musste der Klub nach nur einer Spielzeit absteigen, schaffte aber den sofortigen Wiederaufstieg. Jedoch konnte der Klassenerhalt wiederum nicht geschafft werden. 1957 stieg der Klub sogar in die Serie C ab. In sieben Jahren bestritt der Stürmer 192 Spiele für die „Violetten“ und erzielte dabei 23 Tore. 1958 wechselte er zu Juventus Turin, kam dort aber nur dreimal zum Einsatz. Am Ende der Spielzeit 1958/59 beendete er seine Laufbahn.
Palmér bestritt 14 Länderspiele für Schweden. Er nahm mit der Landesauswahl an der Weltmeisterschaft 1950 teil. Beim Turnier bildete er mit Hasse Jeppson und „Nacka“ Skoglund das Angriffstrio „Pal-Jep-Sko“. Mit drei Turniertoren trug er zum Erreichen des dritten Platzes bei.